# Chiesa della Natività di Maria (Trontano)
La chiesa della Natività di Maria (o di Santa Maria) è un edificio religioso situato a Trontano, in provincia del Verbano-Cusio-Ossola e diocesi di Novara; fa parte dell'unità pastorale di Domodossola.
Il centro abitato di Trontano dipendeva in origine dalla pieve di Domodossola ma la frequentazione della chiesa era resa difficile dalle frequenti piene del Toce e del vicino Melezzo, venne quindi costruita a Trontano, su un rilievo roccioso isolato, una chiesa che intorno alla metà del XII secolo si separò dalla pieve di Domodossola. 
La struttura attuale è a tre navate con la navata centrale sensibilmente più elevata, durante i restauri vennero alla luce tracce dell'edificio originario tanto da poterne ricostruire la struttura antecedente alle aggiunte e modifiche successive. La pianta antica era rettangolare, le misure corrispondono alla navata centrale, l'antica abside semicircolare venne demolita nel corso del rifacimento del 1554 ricordato da una lapide all'interno della chiesa. Il tetto originario era a doppio spiovente, sulle travi appoggiava la copertura in piode.

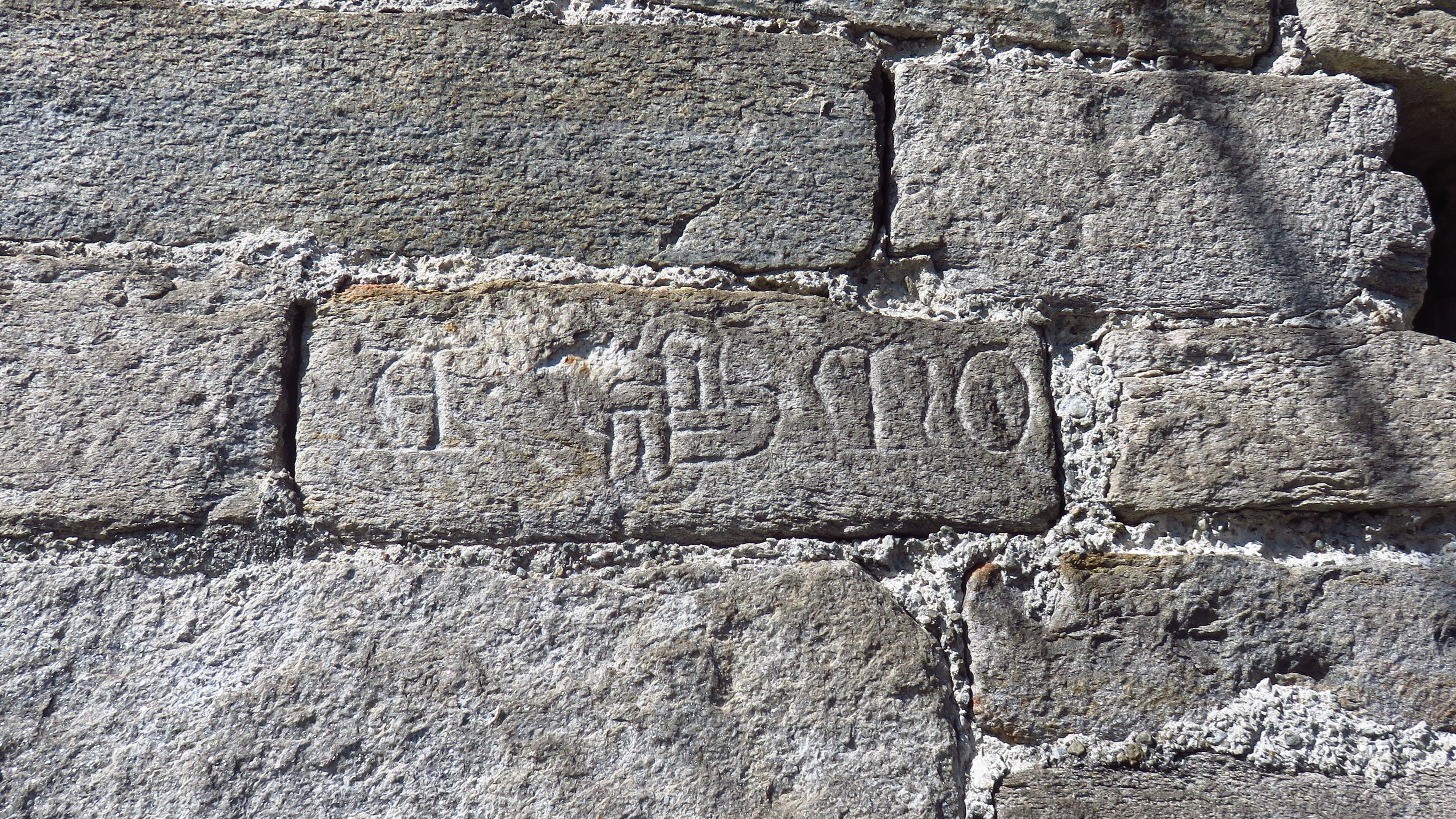
Iscrizione sul campanile

Nel 1554 vennero tagliati i muri perimetrali e create le arcate sulle navate laterali, durante un successivo rimaneggiamento intorno alla metà del XVII secolo l'abside venne trasformata in forme squadrate, la facciata venne ulteriormente modificata a fine settecento in occasione dell'innalzamento della navata centrale e la sostituzione delle capriate in legno con le volte tuttora presenti.
Nella facciata venne aggiunto un portico e ingrandito il portale, con questi interventi si deturpò il delicato ornamento della facciata originaria del quale rimangono alcune tracce.
Nel 1668 venne eretta la cappella di San Carlo e nel 1671 il battistero. Il campanile, staccato dal corpo della chiesa, risale all'anno Mille, come conferma un'iscrizione su una pietra della parte inferiore.